# Дамаский
Дама́ский (др.-греч. Δαμάσκιος; 458/462 — после 538), античный философ-неоплатоник, последний схоларх Платоновской Академии и Афинской школы неоплатонизма.

## Очерк
Дамаский родился в Дамаске в Сирии. Первые научные занятия Дамаския проходили в Александрии в области риторики под руководством Теона и известного в те времена Аммония, который, кроме того, обучал его также и философии Платона. После разгрома языческих школ Александрии, организованного епископом Петром Монгом в конце 80-х гг. V в. был вынужден вместе со своим другом и учителем Исидором бежать из Египта. Затем, переехав в Афины, занимался философской математикой у Марина и общей философией у Зенодота. В какое время Дамаский стал схолархом Академии, неизвестно; неизвестен также год его смерти. Известно, что после закрытия Академии в 529 г. императором Юстинианом он с шестью другими неоплатониками направился в Персию, где пытался обучить платонизму царя Хосрова I. Попытки оказались безуспешными, и в 533 г. Дамаский вернулся в Римскую империю (где преподавать философию ему было запрещено).
Кроме главного труда Дамаския большая часть сочинений известна только по позднейшим цитатам. Дамаскию принадлежала «Жизнь Исидора», известная по отрывкам из неё у Фотия. Не полностью сохранился трактат «О числе, месте и времени».
Сохранился комментарий Дамаския к платоновскому «Пармениду». По позднейшим ссылкам, Дамаский комментировал также «Алкивиад I», «Государство», «Законы», «Софист», «Тимей», «Федон», «Федр», «Филеб» Платона, «Категории», «Физика», «О небе», «Метеорологика» Аристотеля. Дамаский комментировал также «Халдейские оракулы».
Наряду с собственно логикой Дамаский уделял внимание теургии, теософии и магической практике вообще; имеются сведения о сочинениях Дамаския по поводу различных оккультных вопросов.
Главная работа Дамаския, «Трудности и их разрешения относительно первых принципов в связи с комментарием на „Парменида“», дошла до нас полностью. Эта работа признана большим вкладом и в неоплатонизм и в античную философию вообще, и отличается оригинальными, детальными и часто изысканными суждениями.

## Философия
Философия Дамаския разрабатывает проблему первоединства с вытекающими из него бесконечно разнообразными триадами. Решая эту проблему, проблему единства в его триадической выраженности, Дамаский формально приходит к невозможности объяснить, почему и как низшее происходит от высшего, что роднит его с общеантичной скептической традицией.
О высшем начале невозможно сказать ничего, что относилось бы к нему самому, а не к нашим о нем предположениям. В самом деле, взяв любой предмет мысли, мы, по Дамаскию, должны констатировать, что предмет как целое и предмет как сумма частей целого неразличим, поскольку первоединое одинаково присутствует в предмете как в целом и в предмете как сумме частей целого; ведь в каждой части этой суммы первоединое присутствует одинаково и т. п.
Если мы возьмем два предмета мысли, то с точки зрения присутствия первоединого количественное смыслоразличение между этими предметами потеряется; в основе предметы т.о. суть не что иное, как неразличимое первоединое. То же самое необходимо говорить и о трех, и о четырех, и о сколько угодно многих предметах. Получается, что нет ни логически более раннего, ни более позднего предмета, поскольку и более ранний и более поздний предметы все равно суть один и тот же предмет.
Точно так же нельзя отличить ни большого и малого, ни причины и действия, ни идеального и материального, ни подвижного и неподвижного, ни вообще движения и покоя. В конце концов получается, что вообще нельзя различать, что познаваемо и непознаваемо, что логически выше и ниже, что обще и что единично. Во всем присутствует всеобщее [неразличимое] первоединство, которое нивелирует вообще всякий смысл постижения Единого в его не-единстве. Т.о., можно утверждать, по Дамаскию истинное постижение сводится к постижению собственно Единого в его единстве, как собственно исходно-целого.

### Эйдос
К числу главнейших конструкций диалектики Единого у Дамаския относится диалектика эйдоса в его соотношении с материей. У Дамаския представлена, как последнее достижение в понимании эйдоса, констатация триадической структуры эйдоса — существование как таковое, исхождение [в материю] и возвращение [«в обогащенном виде»].
Эйдос есть то, что существует в Уме как таковое, то есть как бытие. Эйдос существует везде, где что-либо различается и т.о. фиксируется, а значит, существует в материи, хотя от неё и отличен. Отличаясь от всего прочего, эйдос отличается и от первоединого, но даже с первоединым эйдос совпадает тем, что он, будучи составленным из единого и многого — и, значит, будучи чем-то составным — является в себе тоже неделимым и состоит тоже из таких же неделимостей, то есть существует как таковой.
Только потому, что он неделим в себе и в то же самое время оформляет все делимое, — только поэтому он является основной характеристикой демиургии. Но еще и до демиургии эйдосы, полностью отличаясь друг от друга, обязательно участвуют один в другом и по самой своей природе не могут существовать отдельно, один без другого.
Что касается эйдетического функционирования в низших областях, то жизнь, например, не существует без эйдоса жизни, а конечным пунктом инобытийного становления эйдоса является самое обыкновенное материальное тело, которое тоже есть эйдос, но только не чисто смысловой, а [уже] материально осуществленный. Т.о. «чистый» эйдос, погружаясь в материю, «находит» себя в материи, то есть возвращается к самому себе «в обогащенном виде». Отсюда у Дамаския возникает целая иерархия инобытийного функционирования эйдоса.

### Эманация
Важным является у Дамаския учение о двух типах эманации, гомогенном (или гомомерном) и негомогенном (или негомомерном).
К первому типу относятся такие ступени эманации, которые, оставаясь исходным началом, не специфицируют это исходное начало, а только характеризуются той или иной степенью дробности, удаленности от исходного начала. Получается так, что результат эманации нумерически стал другим, и все такого рода результаты нумерически оказались различными, но семантически прежними. Семантически они все еще продолжают нести на себе только своё общее, недифференцированное исходное начало, то есть без всякой специфической для них индивидуализации. Поэтому Дамаский называет такую эманацию «гомогенной» (однородной), то есть хотя все виды такой эманации различны между собой как факты и различны между собой по своей субстанции, они еще не различны по своему значению, которое все еще является для них тем общим родовым значением, свойственным исходному началу.
Другой тип эманации заключается в том, что каждый результат эманации отличен и от исходного начала эманации и от всех других результатов эманации тем, что он означен уже специфически, так что это его специфическое значение и вполне индивидуально и свидетельствует о его семантической неповторимости. Его значащая сторона, или «смысловая наличность», уже не просто вне его или до него, но присутствует в нем же самом; и его значащая модель не просто вне его, но содержится в нем же самом и неотличима от него же самого. Поэтому данный тип эманации распространяет исходную значимость по всем результатам эманации уже не гомогенно (не однородно), то есть не в виде сохранения исходной смысловой общности по всем её эманационным частностям, но с появлением в каждой такой частности индивидуализированного означения.
На каждой ступени эманации все родовое существует сразу и вместе, как неделимый и индивидуальный образ данного результата эманации. В каждой гомогенной эманации присутствует нечто негомогенное, поскольку отдельные результаты эманации, тем не менее, друг от друга отличны, хотя бы и только по своей субстанции, хотя бы и только фактически.
Но, с другой стороны, и во всякой негомогенной эманации присутствует нечто гомогенное, поскольку результаты такой эманации являются проявлениями все-таки одной и той же родовой и самой общей исходной точки. При этом гомогенный тип эманации, будучи более простым, конечно, и логически является более «ранним». Но это не мешает тому, чтобы негомогенный тип был богаче гомогенного, потому что свойственная ему внешняя множественность целиком подчинена внутренней множественности, то есть внутренней неделимости, внутренней индивидуальности и потому неповторимости.

### Нусидуша
Дамаский подчеркивает, что вообще все его деления сводятся к основному триадическому разделению: пребывание в себе, эманация и возвращение. Это самое деление он применяет и ко всей ноуменальной сфере — интеллигибельно-интеллектуальной области, взятой в целом и взятой во внутреннем разделении самой этой области.
То есть напр. если полученная первая интеллигибельная ступень заканчивалась учением об эйдосе, то вторая ступень, интеллигибельно-интеллектуальная, — есть эманация эйдоса, то есть его функционирование во внеэйдетической области; третья — душа, осуществляющая возвращение эйдоса к себе как таковому [«в обогащенном виде»].
В отличие от Плотина и Ямвлиха Дамаский считал, что человеческая душа, будучи самодвижной и оставаясь нумерически единой и в этом смысле тождественной себе — есть единственная сущность, вольная изменить сама себя. Поэтому душа у Дамаския является центральным звеном всей иерархии Универсума, связывая его вышебытийный исток и чувственно-материальное множество.

## Сочинения
«О первых началах»:
- Quaestiones de primis principiis. — Корра, 1826.
- Издание «Первых принципов» (1898): Vol. I; Vol. II; Vol. III.
- В «Collection Budé»: Damascius. Traité des premiers principes.
  - Tome I: De l’ineffable et de l’un. Texte établi par L.-G. Westerink et traduit par J. Combès. 2e tirage 2002. CLV, 308 p.
  - Tome II: De la triade et de l’unifié. Texte établi par L.-G. Westerink et traduit par J. Combès. 2e tirage 2002. LXXVII, 506 p.
  - Tome III: De la procession de l’unifié. Texte établi par L.-G. Westerink et traduit par J. Combès. Index. Bibliographie. 2e tirage 2002. LXXIV, 447 p.
- Дамаский Диадох. О первых началах. Комментарий к «Пармениду». / Пер. Л. Ю. Лукомского, ст. и комм. Р. В. Светлова и Л. Ю. Лукомского. СПб.: Издательство РХГИ. 2000. 1072 стр.

«Комментарий к „Пармениду“»:
- Дамаский. Комментарий к «Пармениду» Платона. / Переработанный пер. и комм. Л. Ю. Лукомского. СПб.: Міръ. 2008. 752 стр. ISBN 978-5-98846-027-5
- В «Collection Budé»: Damascius. Commentaire du Parménide de Platon. Texte établi par L. G. Westerink; introduit, traduit et annoté par Joseph Combès, avec la collaboration de A. Ph. Segonds. 4 vol. 1997—2003.

«Комментарий к „Филебу“»:
- Французский перевод в серии «Collection Budé»: Damascius. Commentaire sur le Philèbe de Platon. Texte établi, traduit et annoté par Gerd Van Riel. 2008. CCCXXXII, 212 p. ISBN 978-2-251-00546-1

«Жизнь Исидора»:
- Английский перевод: Polymnia Athanassiadi (ed.), Damascius. The Philosophical History. Athens: Apamea Cultural Association, 1999. Pp. 403. ISBN 960-85325-2-3. (рецензия)